# Alone in the Dark 2
Alone in the Dark 2 es la secuela del videojuego de terror Alone in the Dark, creado por Infogrames. Este juego de 1993 es el segundo de la serie.

## Argumento
Navidad de 1924. Los detectives privados Edward Carnby y Ted Striker están investigando el secuestro de la pequeña Grace Sounders. Las pistas llevan hasta una vieja mansión llamada Hell's Kitchen, refugio del pirata Jack el Tuerto y de su banda de malhechores. Carnby continúa con el trabajo de su amigo Striker cuando este desaparece misteriosamente y decide entrar en la mansión para resolver el caso. Allí descubre que Striker ha sido asesinado. Carnby deberá luchar para escapar, al tiempo que rescata a Grace y frustra los malvados planes de Jack y su extraña compañera Elizabeth Jarret.

## Acerca del juego
Se abandona un poco la atmósfera de terror de la anterior entrega y, a pesar de que la historia sigue teniendo elementos sobrenaturales, la atención se centra sobre todo en y piratas, lo cual sitúa al juego más bien en la línea de Los Goonies que en la de los escritos de H. P. Lovecraft. En lugar de enfrentarse a extrañas criaturas de otros mundos, el jugador se pasa buena parte del tiempo luchando contra gansteres armados con metralletas (éstos tienen aspecto sobrenatural, pero en la práctica se comportan como gánsters "normales").
En cuanto a su desarrollo, este juego es más lineal que su predecesor. En la primera entrega de la serie, el jugador tiene acceso a la mayor parte de la mansión desde el comienzo. En Alone in the Dark 2, sin embargo, se limitan las opciones del jugador mediante el uso de puertas cerradas con llave o habitaciones fuertemente defendidas, lo cual obliga a seguir un orden determinado en la historia. Como compensación, el mundo de este juego es más extenso que el del anterior, ya que no sólo engloba la mansión, sino también sus jardines y un barco pirata escondido en las cavernas bajo la casa.
Alone in the Dark 2 introdujo el concepto de controlar a más de un personaje a lo largo del mismo juego. A pesar de que durante casi toda la aventura se controla a Edward Carnby, el jugador ocasionalmente se pondrá en la piel de Grace Sounders. Grace, una niña pequeña, no puede luchar y es capturada al instante si los malhechores o piratas la descubren, así que debe servirse de estratagemas y objetos cotidianos para librarse de ellos.
Originalmente creado por Infogrames y lanzado para PC en 1993, en 1995 se llevó a cabo una conversión para 3DO desarrollada por Krisalis Software. 
En 1996 una versión mejorada gráficamente bajo el nombre de Alone in the Dark: Jack is Back y desarrollada por la propia Infogrames se lanzó para Sega Saturn y PlayStation. En Estados Unidos se conoció como Alone in the Dark: One-Eyed Jack's Revenge. La versión de Sega Saturn también fue lanzada en Japón bajo el nombre original de Alone in the Dark 2.